# Breakdance (canção)
"Breakdance" é o quarto single do álbum What a Feelin', lançado pela cantora de dance-pop e pop Irene Cara em 1984. É um dos singles de maior sucesso da cantora, alcançando a posição #8 nos Estados Unidos em 9 de junho de 1984 e #10 no Canadá. Nos países europeus o sucesso foi menor, embora na Suécia e Suíça a canção tenha chegado a posição #20.

## Faixas
Estados Unidos/Canadá/Reino Unido 7" Single
| N.º | Título       | Duração |  |
| 1.  | "Breakdance" | 3:02    |  |
| 2.  | "Cue Me Up"  | 3:25    |  |

Países Baixos 7" Single
| N.º | Título                              | Duração |  |
| 1.  | "Breakdance" (New School Freestyle) | 3:26    |  |
| 2.  | "Breakdance" (Instrumental Version) | 4:25    |  |

Países Baixos 12" Single
| N.º | Título                      | Duração |  |
| 1.  | "Breakdance" (Long Version) | 6:01    |  |
| 2.  | "Breakdance" (Instrumental) | 4:25    |  |

Reino Unido 12" Single
| N.º | Título                        | Duração |  |
| 1.  | "Breakdance" (Extended Remix) | 5:24    |  |
| 2.  | "Breakdance" (Dub Mix)        | 4:24    |  |
| 3.  | "Cue Me Up"                   | 3:25    |  |

## Posições nas paradas musicais

### Melhores posições
| Parada musical (1984)              | Melhor posição |
| ---------------------------------- | -------------- |
| Alemanha - Germany Top 100 Singles | 53             |
| Canadá - Canada RPM Top 50 Singles | 10             |
| Estados Unidos - Billboard Hot 100 | 8              |
| Nova Zelândia - RIANZ              | 25             |
| Reino Unido - UK Singles Chart     | 88             |
| Suécia - Sverigetopplistan         | 20             |
| Suíça - Schweizer Hitparade        | 20             |

### Posições anuais
| Parada de fim de ano (1984)                 | Melhor posição |
| ------------------------------------------- | -------------- |
| Canadá - Canada RPM Top 100 Singles of 1984 | 83             |
| Estados Unidos - Billboard Hot 100          | 69             |